# Demokratische Partei der nationalen Wiedergeburt
Die Demokratische Partei der nationalen Wiedergeburt (usbekisch: Oʻzbekiston Milliy Tiklanish Demokratik Partiyasi, kurz: OMTDP oder OʻzMTDP) ist eine politische Partei in Usbekistan. Sie gehört zu den vier Parlamentsparteien, die alle als regierungsfreundlich gelten.

## Historie
Die Partei wurde im Jahr 1995 im seit 1991 unabhängigen Usbekistan gegründet. 2008 erfolgte der Zusammenschluss mit der Partei Fidokorlar, die zuvor ebenfalls als eigenständige Partei im Parlament Usbekistans vertreten war. Die neue Gruppe hat den Namen National Revival Democratic Party beibehalten.

## Positionen
Die OMTDP gilt als konservativ. Die Partei ist auf eine Stärkung der nationalen Identität und die Pflege usbekischer Traditionen bedacht. Wirtschaftspolitisch setzt sich die Demokratische Partei der nationalen Wiedergeburt für eine Stärkung usbekischer Unternehmen und die Förderung von Handwerk und Familienunternehmertum ein. Außerdem befürwortet die Partei die Förderung des Tourismus in Usbekistan, der als Gelegenheit zur Präsentation der usbekischen Kultur wahrgenommen wird. Außenpolitisch ist die Wahrung nationaler Unabhängigkeit und Eigenständigkeit oberstes Ziel der OMTDP.
Da eine echte Opposition in Usbekistan nicht zugelassen ist, unterstützt auch die UMTDP den amtierenden Präsidenten Mirziyoyev. Im Vergleich zu seinem Vorgänger Islom Karimov setzt Mirziyoyev aber auf eine langsame Abkehr von der Repressionspolitik.

## Wahlen
Bei der Parlamentswahl am 21. Dezember 2014 konnte die OMTDP 36 der 135 Mandate für sich gewinnen und ihren Anteil damit um fünf Sitze im Vergleich zur vorhergegangenen Wahl im Jahr 2010 ausbauen. Bei den Wahlen 2019/2020 konnte die Partei ihre Mandatszahl halten.